# ザ・ヒロサワ・シティ

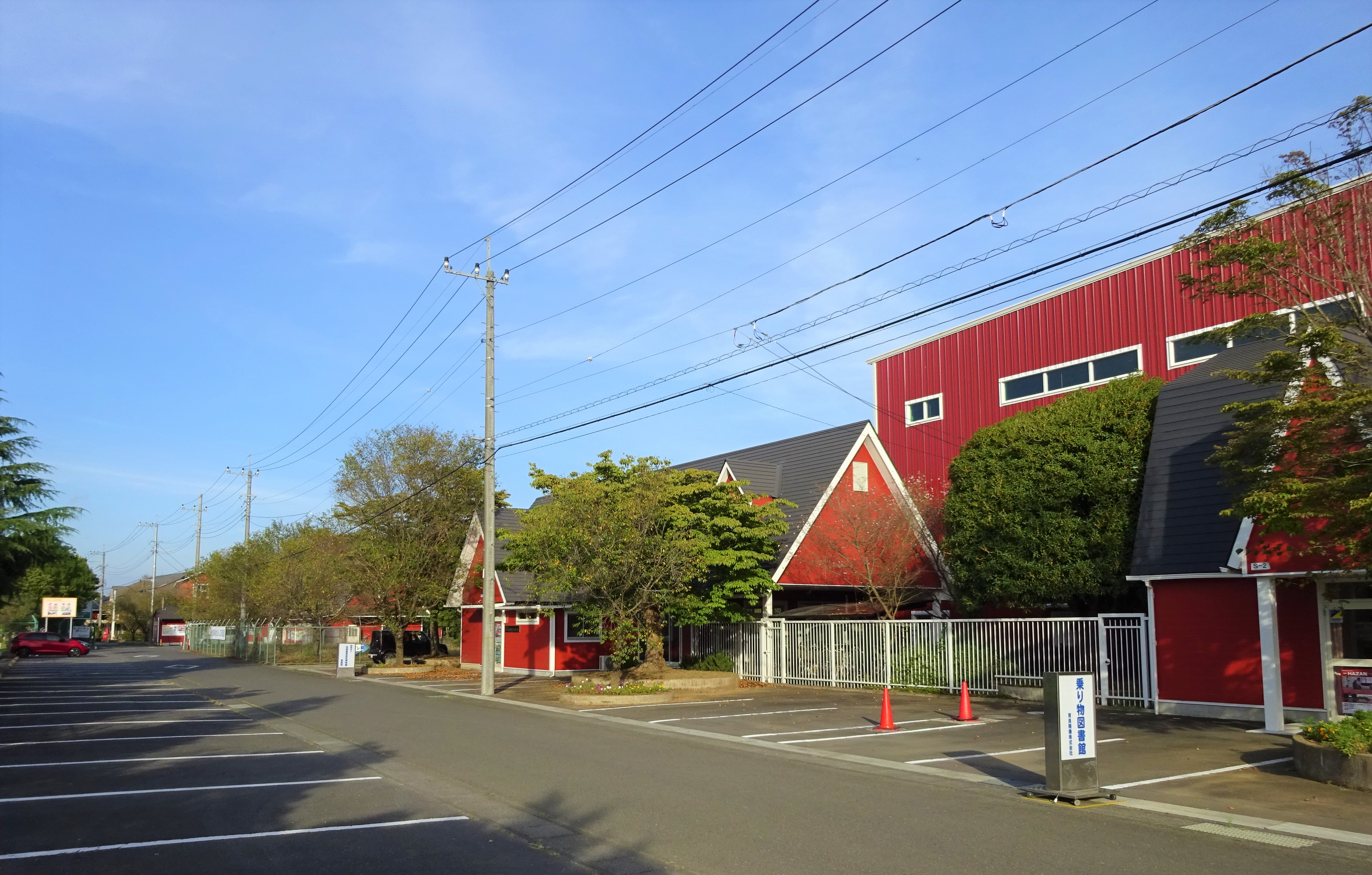
ザ・ヒロサワ・シティ（下館パークゴルフ場付近）

ザ・ヒロサワ・シティは、茨城県筑西市にあるテーマパーク。美術館や博物館をはじめ、ゴルフ場やバーベキュー場、体験農園など、多数の展示施設やレジャー施設などを持つ。鉄道車両や航空機などの保存・展示を行っている。
なお、水戸市にある「ザ・ヒロサワ・シティ会館（茨城県立県民文化センター）」と、筑西市上平塚にある「ザ・ヒロサワ・シティ体育館（下館総合体育館）」は、いずれもネーミングライツ（命名権）の取得により命名されたもので、ザ・ヒロサワ・シティ内にある施設ではない。本稿ではパークとしての「ザ・ヒロサワ・シティ」内にない施設については触れない。

## 概要
所有・運営は、金属プレス加工や精密金型の製作会社「広沢製作所」（現：廣澤精機製作所）を母体とした、総合企業グループ「広沢グループ」。広沢グループの代表である廣澤清が50代から構想し、100万平方メートルの敷地に拡張を続けている。
2021年に亡くなったジャーナリストの立花隆の資料100箱が寄託されることが2022年4月11日までに固まった。

## 施設

### 廣澤美術館
2021年1月2日には隈研吾設計の廣澤美術館が開館した。6,000t・1500個に及ぶ巨石を配置した「石が主役の美術館」。横山大観や板谷波山らの美術品約2500点を収蔵する。

### ユメノバ
2024年2月11日に「陸・海・空・宇宙」勢揃いのテーマパークとして開園。有料。

#### 科博廣澤航空博物館
2021年には前年に国立科学博物館収蔵品YS-11を移設したことから発展し、国立科学博物館と共に一般財団法人科博廣澤航空博物館の設立を発表した。
2021年3月、航空関係展示物を扱う博物館として、国立科学博物館と共同設立。前年に移設されたYS-11から発展し、国立科学博物館の航空関係収蔵品を移設展示することとなった。
展示中の航空機は以下の通り。
- YS-11 - 運輸省でちよだIIとして運用されていた量産初号機。国立科学博物館保有機で、羽田空港で保管していた。2020年に一旦解体され陸路で運ばれた[7]。同年末に組立が完了した[8]。
- シコルスキー S-58
- 霧ヶ峰式鷹7号グライダー 電建号
- ストークB
- 零式艦上戦闘機
- 富士重工業 FA-200
- 日本飛行機 NP-100A
- グラマン ガルフストリーム II （カットモデル）

#### レールパーク
レールパークでは11両の車両が各方面から譲渡され、展示されている。
- 日本国有鉄道 D51 1116 - 千葉県の個人宅から譲渡[10][11][12][13]。
- 東日本旅客鉄道 EF81 138
- 東日本旅客鉄道 E224-127（E2系J14編成10号車） - 2018年11月譲渡[14][15]
- 東日本旅客鉄道 オロハネ24 551・オハ25 503・オハネフ25 12・スシ24 505「北斗星」
- 鹿島臨海鉄道 7001・7002「マリンライナーはまなす」
- 関東鉄道 キハ101・キハ102

その他、展示施設として鉄道資料館、鉄道きっぷ館がある。

#### その他
- グライダー・模型飛行機館
- ジオラマ・ゲーム館
- 宇宙館
- ヘリコプター・ソーラーカー館
- 消防自動車博物館
- 消防衣装館
- クラシックカー・ミュージアム[16]
- クラシックバイクミュージアム[17]
- ミニカー館
- 船の博物館
- おもちゃ王国 あそぼっ! ランド
- 熱帯植物園
- サボテン園
- バナナ園
- バラ園
- 梅園
- 恋人の聖地
- レストラン

### ゴルフ場
- 下館ゴルフ倶楽部[18]
- 下館パークゴルフ場[19]

### 展示施設
- 段ボール蒸気機関車館
- ホンダバイク館
- ルート66
- 花木園[20]

### 教育機関
- 幼保連携型認定こども園　ヒロサワ・シティこども園（社会福祉法人 広聖会）[21]
- つくば歯科福祉専門学校（学校法人 広沢学園） - 歯科衛生士科（3年制）・保育士科（2年制）[22]

### 商業施設
- 輸入車・中古車販売所（ジープ・シトロエン・アルファロメオ・フィアット・アバルト・ハーレーダビッドソン正規ディーラー）
- ガソリンスタンド（茂田給油所、コイン洗車場）

### 宿泊施設
- ロッジ6棟[23]
- ドームハウス3棟[24]
- RVパーク（車中泊駐車場）- 24Hトイレ、100V電源、ゴミ処理可能[25]

### その他の施設
- 広沢農園[26]
- クラインガルテン（短期・長期滞在型農業体験施設）[27]
- 下館オフロードコース[28]
- マウンテンバイクオフロードコース
- バーベキュー場 - 焼き台レンタル有[29]
- レストラン - 下館ゴルフ倶楽部クラブハウス内、下館パークゴルフ場クラブハウス内。レストランのみの利用も可
- ドッグラン、マラソンコース、イベント広場[30]
- 交流会館、アトリエ、貸店舗、貸農園

## アクセス
- 車[31]
  - 常磐自動車道谷和原インターチェンジから約45分
  - 北関東自動車道桜川筑西インターチェンジから約15分
  - 首都圏中央自動車道常総インターチェンジから約35分
- 鉄道 
  - 下館駅南口下車、タクシーで10分
  - 筑西市広域連携バス（土休日のみ）・筑西市道の駅循環バス「廣澤美術館」下車[32][33]

## ギャラリー

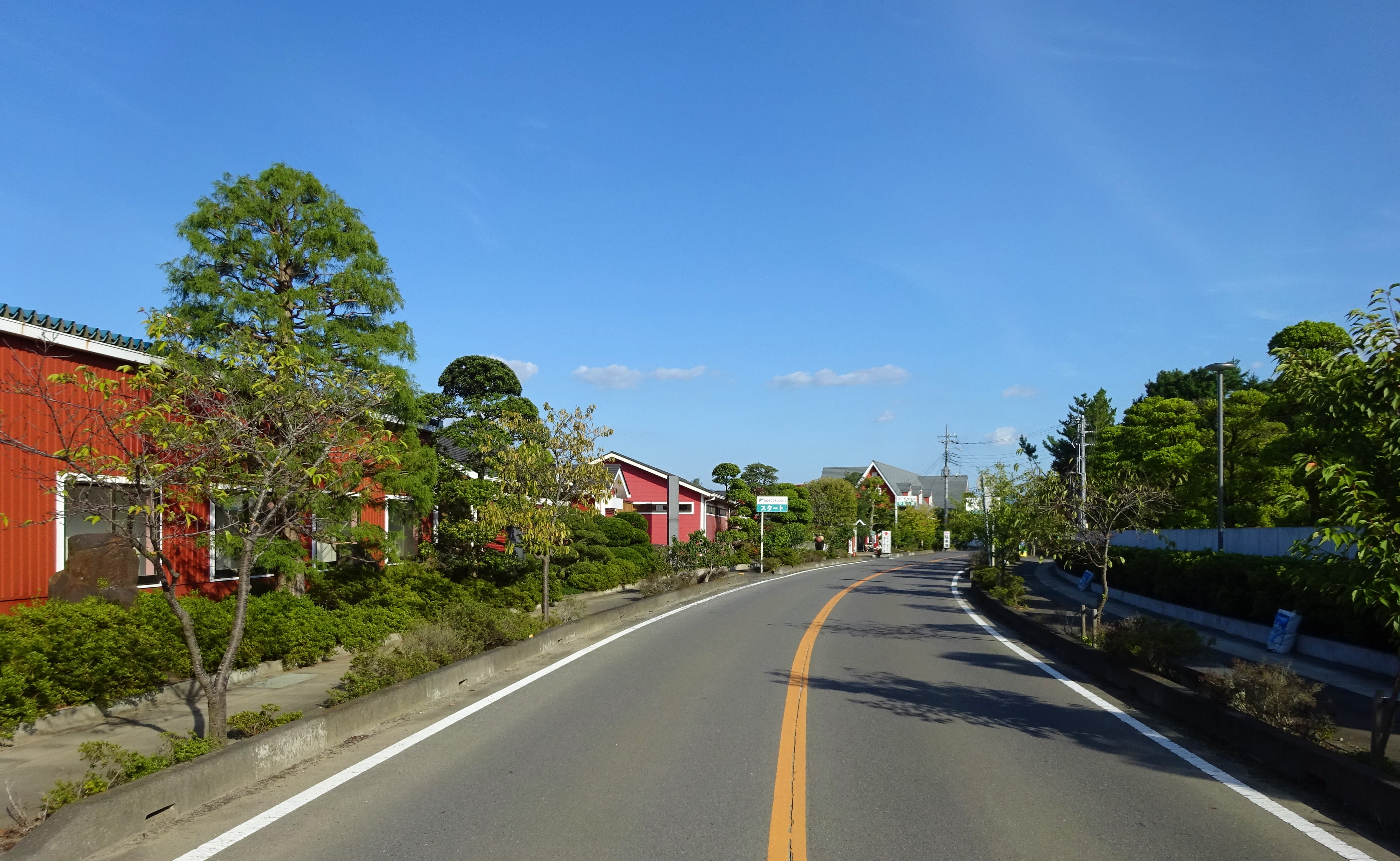
廣澤美術館付近
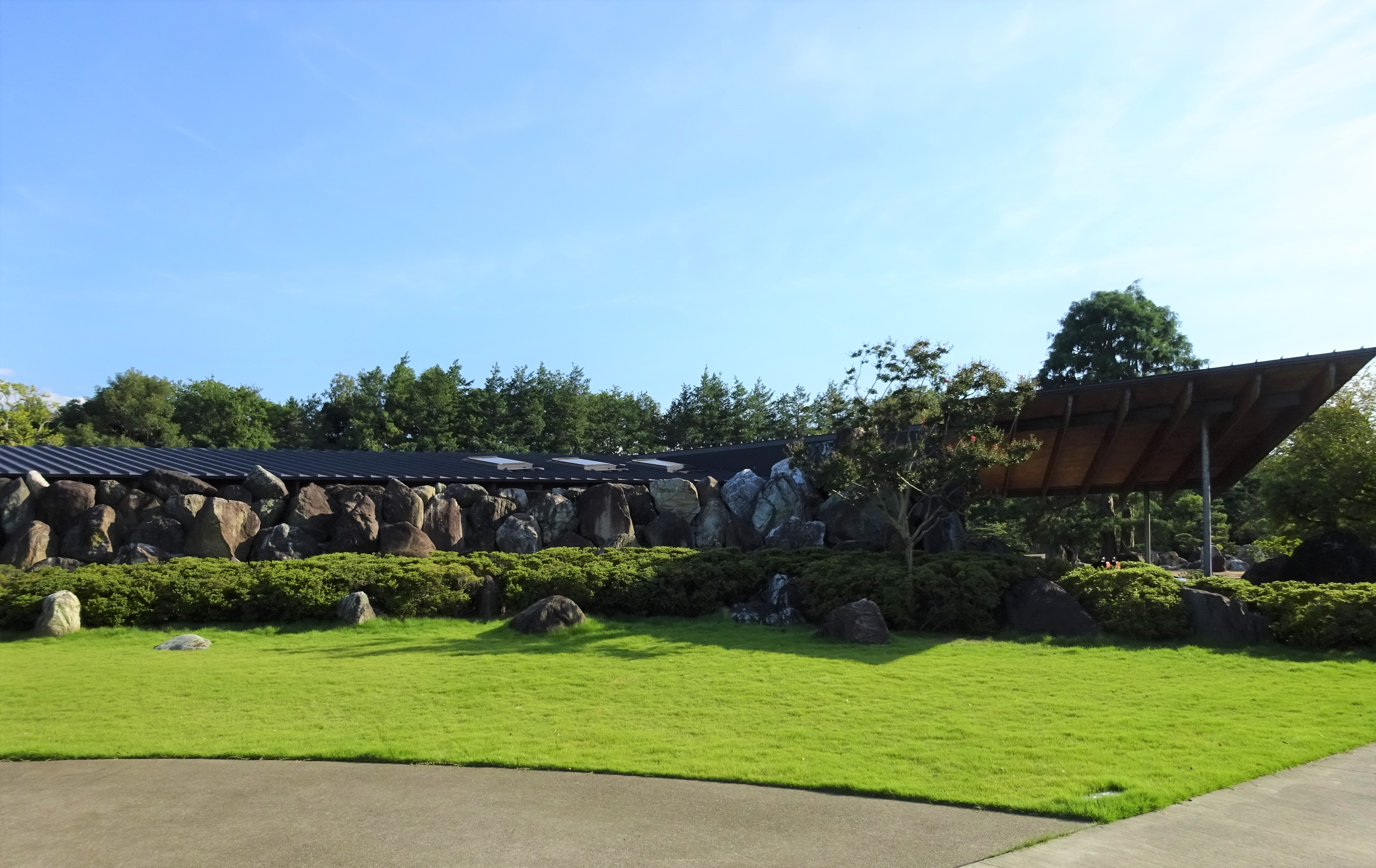
廣澤美術館
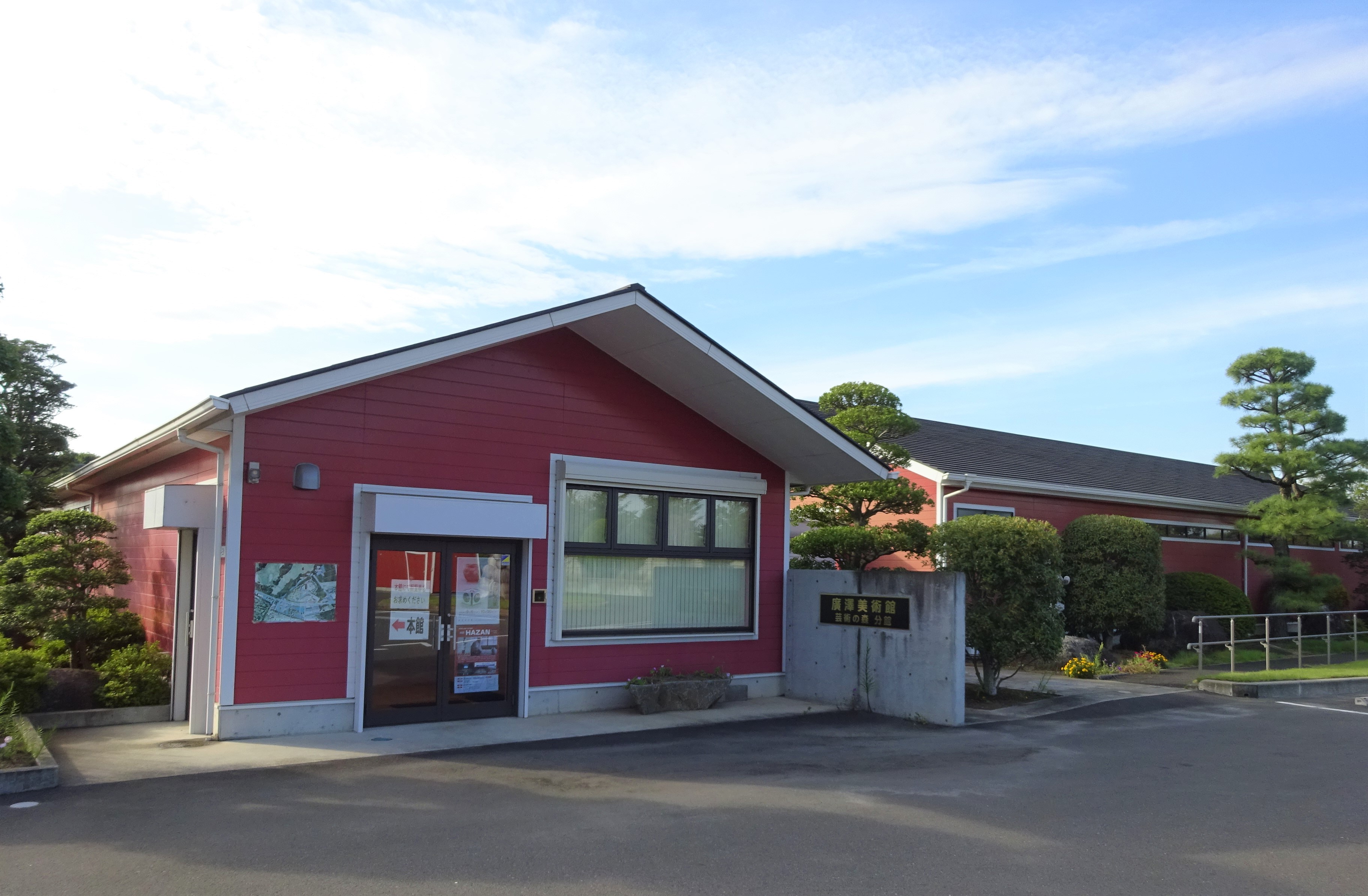
廣澤美術館　芸術の森分館
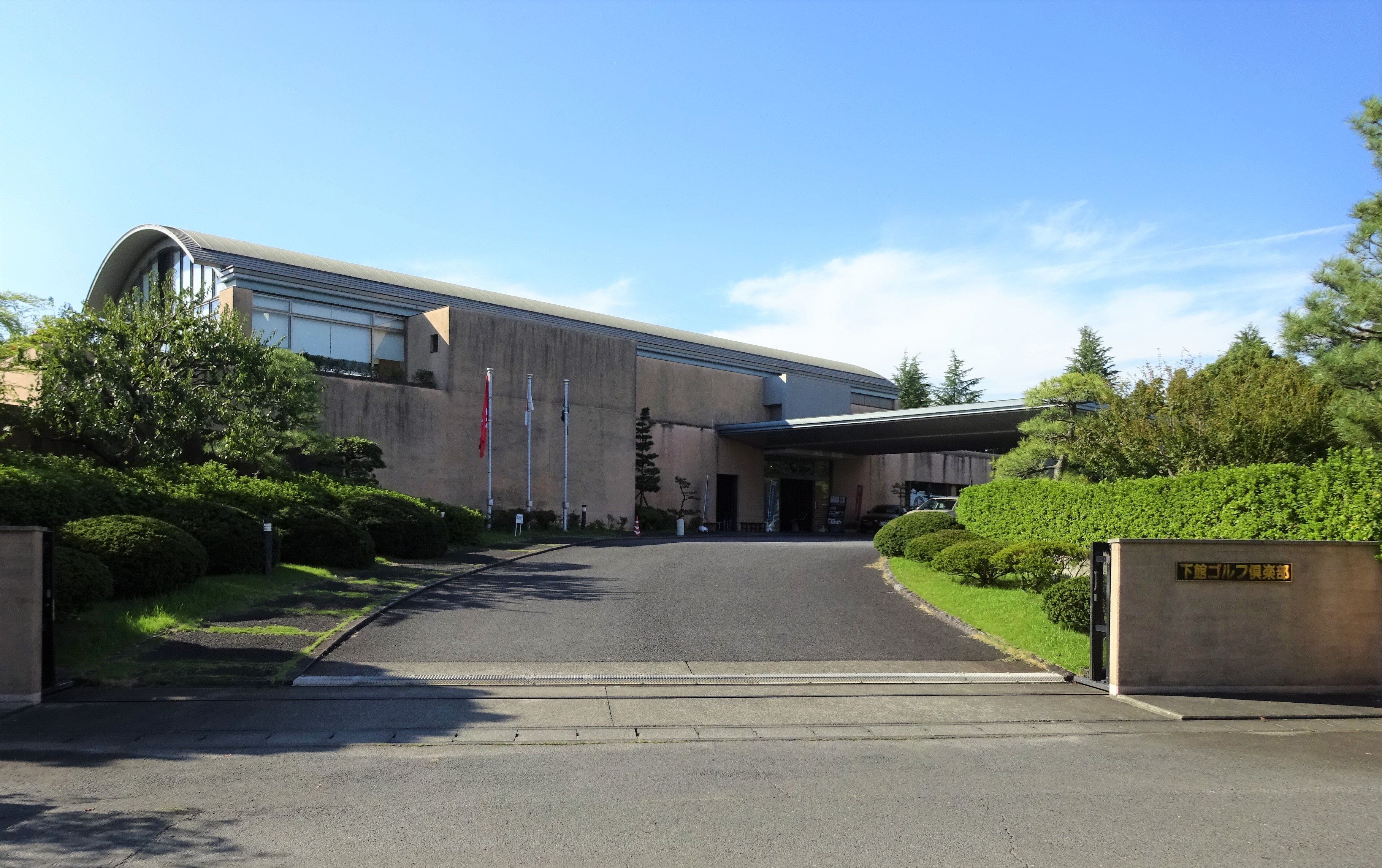
下館ゴルフ倶楽部
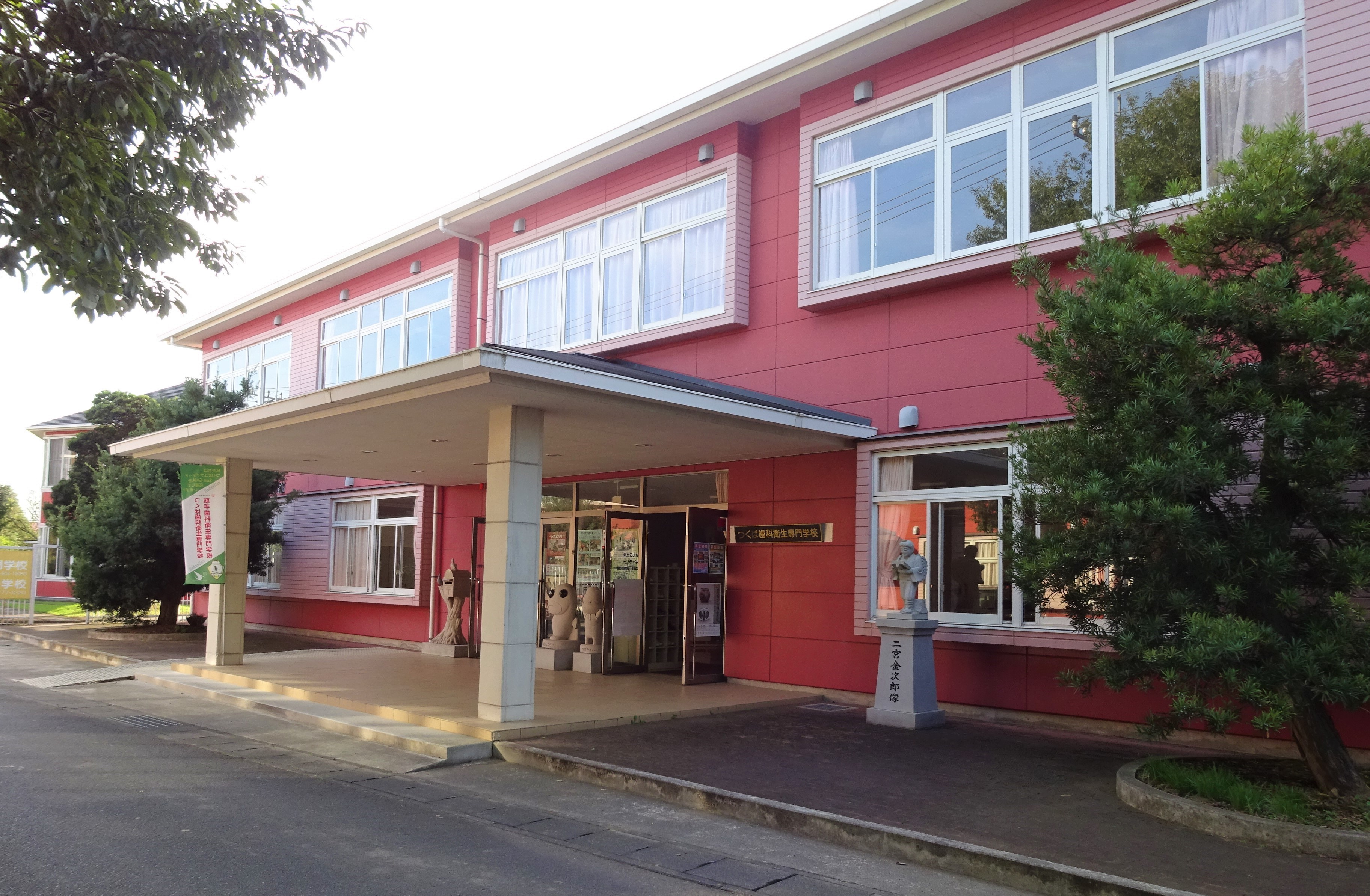
つくば歯科福祉専門学校